# Forte Campomolon
Il forte Campomolon è stata una fortezza militare costruita a difesa del confine italiano contro l'Impero austro-ungarico (lungo la linea di confine che attualmente si può collocare tra la provincia di Vicenza e il Trentino) a 1.853 metri di altitudine della sommità dell'omonimo monte.

## Storia

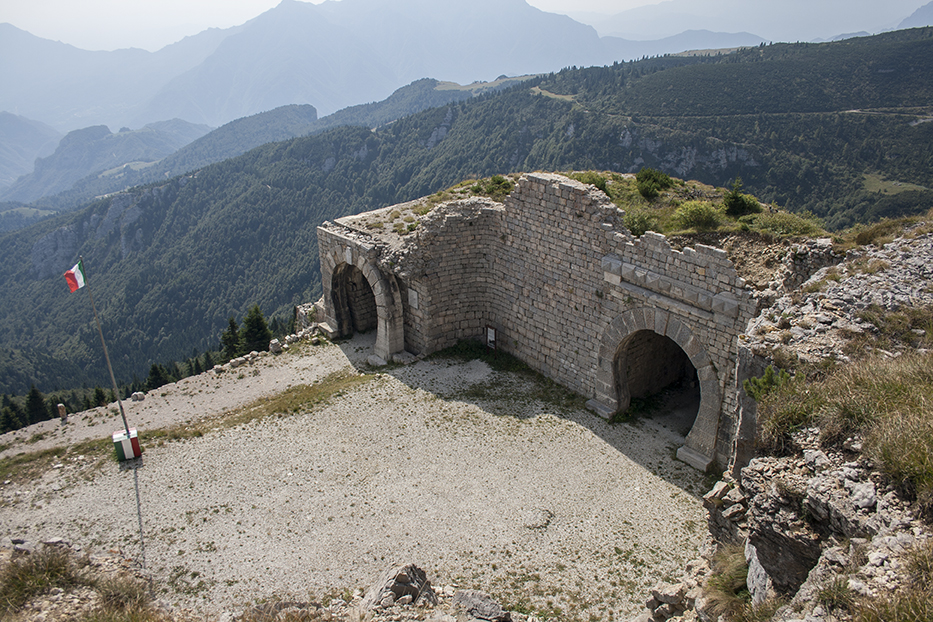
La galleria a ferro di cavallo del Forte Campomolon.

L'opera restò incompiuta; tuttavia all'inizio della Grande Guerra fu ugualmente armata con una batteria di obici da 280 mm e numerose altre bocche da fuoco.
Il forte tenne sotto tiro i forti degli altipiani (soprattutto Sommo Alto, Sebastiano e Belvedere Gschwent) dallo scoppio della guerra al 20 maggio 1916 quando, investito dall'impeto della Frühjahrsoffensive, fu abbandonato e i pezzi resi inservibili. Nell'operazione distruttiva perse la vita il sottotenente Paolo Ferrario, al quale sono dedicate due lapidi commemorative.
Recentemente è stato restaurato grazie al progetto dell'Ecomuseo della Grande Guerra nelle Prealpi Vicentine.

## Caratteristiche

### Armamento

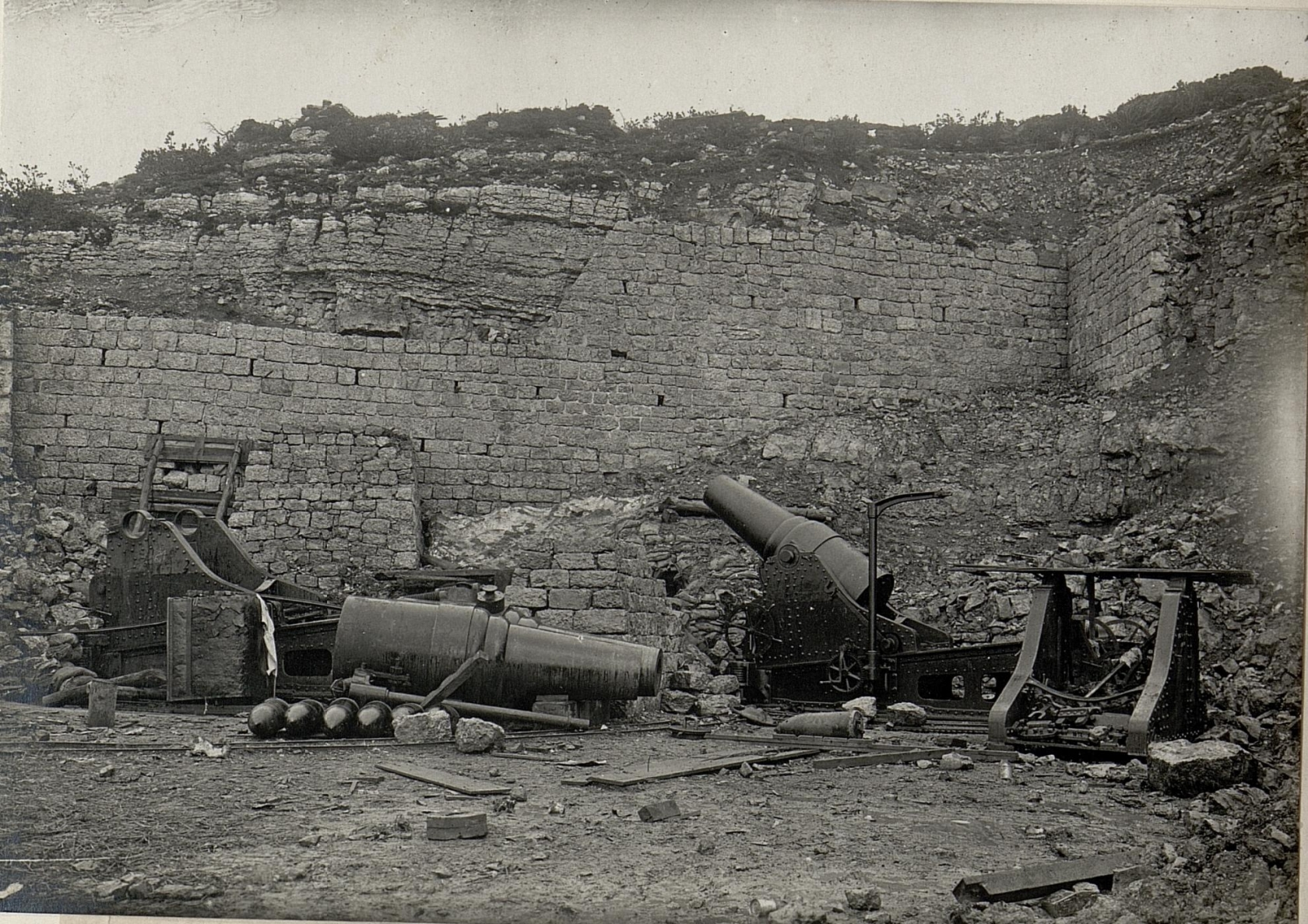
I due obici da 280 distrutti durante la Strafexpedition

Data la posizione, sebbene privo delle cupole corazzate e dei previsti quattro cannoni da 149(A) mm, il forte fu presidiato e munito di batterie mobili di grosso calibro, in particolare due obici da 280 mm provenienti dall'artiglieria da costa e collocati nel piazzale del forte (batteria n° 533) insieme a due obici da 210 mm.
Altri due obici costieri da 280 mm vennero posizionati presso la Forcella Molon (batteria n°534) e successivamente quattro cannoni da 149(G) mm (batteria n°519) furono disposti lungo la via di accesso al forte.

## Vie d'accesso
Al forte si può accedere da Folgaria per 15 chilometri circa in direzione Fiorentini, oppure da Tonezza del Cimone.